# Serghei Paradjanov
Serghei Paradjanov (în armeană Սարգիս Հովսեփի Փարաջանյան, Sargis Hovsepi Parajanyan; în georgiană სერგეი (სერგო) ფარაჯანოვი; în ucraineană Сергій Йосипович Параджанов, Serhii Iosîpovîci Paradjanov; în rusă Сергей Иосифович Параджанов, Serghei Iosifovici Paradjanov) (n. 9 ianuarie 1924 — d. 20 iulie 1990) a fost un regizor de film și artist plastic sovietico-armean.